# Kottewitz (Priestewitz)
Kottewitz ist ein Ortsteil der Gemeinde Priestewitz im Landkreis Meißen in Sachsen.

## Geografie und Verkehrsanbindung
Der 185 Hektar umfassende Ort liegt etwa ein Kilometer südöstlich des Kernortes Priestewitz. Am Abzw Kottewitz mündet die Bahnstrecke Weißig–Böhla in die Bahnstrecke Berlin–Dresden. Am nördlichen Ortsrand führt die Kreisstraße K 8551 vorbei. Die B 101 verläuft westlich. Eine Buslinie verbindet Kottewitz unter anderem mit Großenhain und Priestewitz.
Der Bach aus Stauda fließt südlich.

## Geschichte
Urkundlich erstmals erwähnt wurde der Ort im Jahre 1286 als Chotatscuitz. Der Ortsname wird als „Siedlung der Leute eines Chotač“ gedeutet. Weitere Formen des Ortsnamens waren im Laufe der Zeit: Kotatschwicz (1350), Kotecswicz, Katecschwicz (1378), Kattaczschwicz (1406), Kotzschkewitzsch (1474), Kottewitzsch (1544), Cothwiz (1555), und schließlich Kottewitz im Jahre 1791.
Angelegt wurde der Ort einst als Sackgassendorf mit Gewanneflur. Das Dorf war ursprünglich markgräfliches Lehen und dem Kloster Seußlitz untertänig, galt aber im Jahre 1372 zwischenzeitlich als wüst gefallen. Im Jahre 1378 der Burg Hayn untertänig, zahlte der eine Fläche von 11 Hufen umfassende Ort im Jahre 1406 Landbete nach Hayn. Nach der Reformation hatte auch das Schulamt Meißen Anteile an Kottewitz. Das Schulamt hielt 6 Hufen. Die anderen 5 Hufen gehörten zwischenzeitlich Georg von Kommerstadt, der in jener Zeit viele weitere Orte in der Umgebung in seinem Besitz hatte. In der Folgezeit war Kottewitz anteilig Schul- und Amtsdorf. Um 1830 waren hier 10 Bauern ansässig, wobei 6 Bauern mit 7 Hufen Land zum Großenhainer Schulamt gehörten.
Kirchlich war Kottewitz seit 1539 nach Strießen eingepfarrt, wo sich auch die Schule befand.
Im Jahre 1960 wurde Kottewitz mit der Nachbargemeinde Stauda zur Gemeinde Kottewitz-Stauda vereinigt, welche 1973 in der Gemeinde Priestewitz aufging.

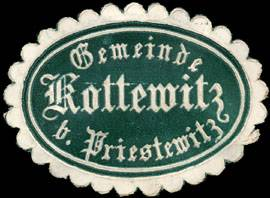
Alte Siegelmarke von Kottewitz (datiert zwischen 1850 und 1923)

## Kultur und Sehenswürdigkeiten
In der örtlichen Denkmalliste sind die historischen Denkmäler und Gebäude der Gemeinde verzeichnet. Unter Denkmalschutz steht in Kottewitz ein historisches Wohnstallhaus eines Dreiseitenhofes mit Toreinfahrt und Einfriedungam Dorfplatz 3. Bei diesem Gebäude handelt es sich um ein weitgehend original erhaltenes zeit- und landschaftstypisches Gebäude. Der zweigeschossige Bruchsteinbau wurde verputzt und besitzt unter anderem Sandstein-Fenstergewände. Die Gurtgesimse sind profiliert. Die Einfriedung ist unter anderem mit zwei Torpfeilern mit einem gusseisernen Tor versehen. Einer Inschriftentafel nach entstand dieses Gebäude im Jahre 1868.